# КК Партизан сезона 1991/92.
Сезона 1991/92. је најуспешнија у историји клуба. Партизан је дошао до трипле круне, освојивши све што су могли да освоје.

## Играчи
| Број                    | Име                   | Позиција |
| ----------------------- | --------------------- | -------- |
| 4                       | Александар Ђорђевић   | П        |
| 5                       | Предраг Даниловић     | Б        |
| 6                       | Никола Лончар         | Б        |
| 7                       | Игор Перовић          | Б        |
| 8                       | Зоран Стевановић      | Ц        |
| 9                       | Игор Михајловски      | КЦ       |
| 10                      | Драгиша Шарић         | К        |
| 11                      | Жељко Ребрача         | Ц        |
| 12                      | Млађан Шилобад        | Ц        |
| 13                      | Славиша Копривица     | КЦ / Ц   |
| 14                      | Владимир Драгутиновић | П        |
| 15                      | Иво Накић             | К        |
| Тренер: Жељко Обрадовић |                       |          |
| Помоћник: Велимир Гашић |                       |          |